# Nataxa
Nataxa là một chi bướm đêm thuộc họ Anthelidae. Chi này được Francis Walker khởi xướng năm 1855.

## Loài
- Nataxa amblopis (Turner, 1944)
- Nataxa flavescens (Walker, 1855)